# El Paje
El Paje är en ort i Mexiko.   Den ligger i kommunen El Arenal och delstaten Hidalgo, i den sydöstra delen av landet, 100 km norr om huvudstaden Mexico City. El Paje ligger 2 185 meter över havet och antalet invånare är 218.
Terrängen runt El Paje är kuperad åt nordost, men åt sydväst är den platt. Runt El Paje är det ganska tätbefolkat, med 166 invånare per kvadratkilometer. Närmaste större samhälle är San Salvador, 14,2 km väster om El Paje. I omgivningarna runt El Paje växer huvudsakligen savannskog.